# Estación de Aranguren
Aranguren o Aranguren-Empalme, es el nombre de una estación ferroviaria situada en el barrio de Aranguren en el municipio español de Zalla, en el País Vasco, aunque parte de las instalaciones se encuentran el municipio limítrofe de Güeñes. Forma parte de la red de ancho métrico de Adif, operada por Renfe a través de su división comercial Renfe Cercanías AM. Está integrada dentro del núcleo de Cercanías Bilbao al pertenecer a la línea C-4 (antigua línea B-1 de FEVE), que une Bilbao con La Calzada. Cuenta con servicios de media distancia prestados por trenes regionales de las líneas R-3f, que une Santander con Bilbao, su sublínea R-3b desde Bilbao hasta Carranza, y R-4f, que une Léon con Bilbao. Por lo general, los trenes de cercanías no paran en esta estación, solamente en el Apeadero, aunque hay trenes que paran también en esta mientras esperan a un tren en otra dirección, ya que la estación cuenta con un parque de vías pero el resto del trayecto es de vía única. 

## Situación ferroviaria
La estación, que se encuentra a 78 metros de altitud, forma parte de los trazados de las siguientes líneas férreas:
- Línea férrea de ancho métrico que une Santander con Bilbao, punto kilométrico 625,7,[3] tomando Ferrol como punto de partida, lo que explica el elevado kilometraje. Este kilometraje es el que predomina en la señalización.
- Línea férrea de ancho métrico que une León con Bilbao, punto kilométrico 0,0,[3] conocido como Ferrocarril de la Robla. El kilometraje se reinicia en la estación, de haberse tomado la Robla como el punto de partida, el punto kilométrico sería el 292,293.[5]

Según Adif, la denominación oficial de la línea a la que pertenece la estación es la 08-790 (Asunción Universidad-Aranguren). El tramo es de vía única y está electrificado a 1,5 Kv con alimentación por catenaria compensada.

## Historia
En 1893 se constituyó la Compañía del Ferrocarril de Zalla a Solares, como paso previo a su integración en 1984 en la Compañía del Ferrocarril de Santander a Bilbao. El 7 de julio de 1894 la Compañía del Ferrocarril de Cadagua se integró en la Compañía del Ferrocarril de Santander a Bilbao. El 6 de junio de 1896 quedó inaugurada la estación con la conexión (y con ello la estación) desde Aranguren con Orejo, enlazando con Santander, si bien los viajes directos entre esta última y Bilbao sólo pudieron llevarse a cabo desde unos días después, cuando se culminó el cambio de ancho ibérico a métrico entre Solares y Santander la noche del 19 al 20 de junio de 1896.
El tráfico en la zona por el enlace con el Ferrocarril Hullero de La Robla a Valmaseda descendió desde el 1 de diciembre de 1902, fecha en el que esta última compañía ferroviaria abrió al tráfico su propio enlace hasta Luchana, en la ría de Baracaldo para evitar el pago de peajes, conectando así con la línea de Bilbao a Portugalete, germen de la actual C-1 de Cercanías de Bilbao. Al abrigo de la estación de Aranguren, florecieron importantes industrias en los alrededores, como la Papelera del Cadagua, establecida en la zona ya desde 1892 y absorbida por Papelera Española en 1902.

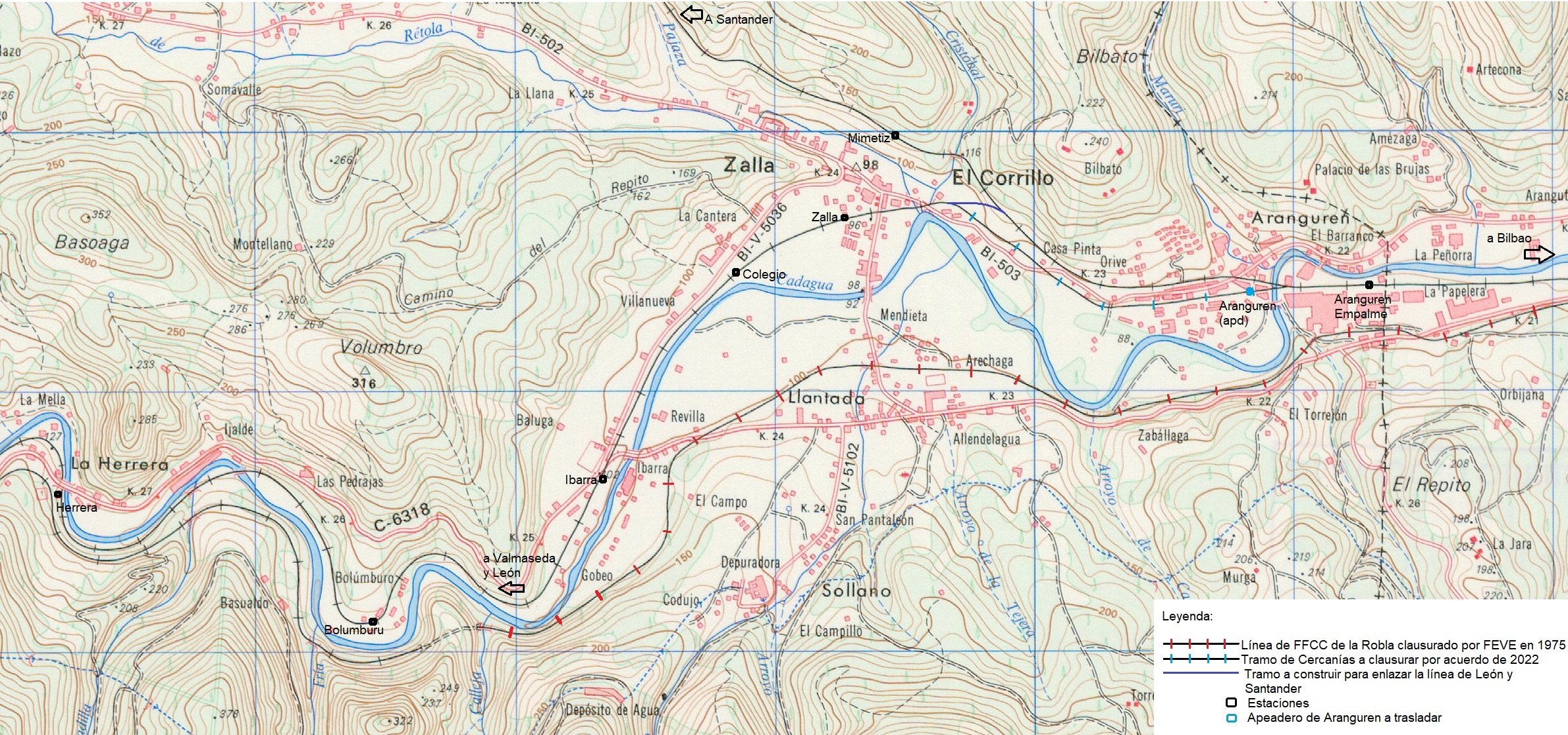
Evolución de las líneas ferroviarias en el municipio de Zalla.

 Por discrepancias con la Compañía del Ferrocarril de Santander a Bilbao, la Compañía de los Ferrocarriles de La Robla estableció entre la estación de Aranguren e Iráuregui, en enero de 1911, un nuevo tramo al otro lado del Río Cadagua para evitar compartir las vías, lo que no impidió que debiera cruzarlas en la estación de Iráuregui. El acuerdo entre ambas compañías posibilitó que los trenes de la Compañía de los Ferrocarriles de La Robla pudieran partir directamente desde Bilbao sin transbordo hasta La Robla (León). El 1 de enero de 1914 la estación se adhirió al servicio internacional de paquetes postales, estando habilitada para recibir o expedir directamente paquetes postales en las relaciones con todos los países adscritos al mencionado servicio. El servicio no se prestaba a domicilio. En 1924 se acometieron pequeñas reformas en el edificio de viajeros de la estación.
Estallada la Guerra Civil y desde el año 1936 hasta la caída de Bilbao, el 19 de junio de 1937, las instalaciones pasaron a ser gestionada por los Ferrocarriles de Euzkadi, manteniéndose el servicio durante la contienda sin interrupciones significativas. Desde el 1 de agosto de 1962 el ente estatal Explotación de Ferrocarriles por el Estado (EFE) se hizo cargo de la línea Santander-Bilbao, incluyendo a esta estación, siendo transferida a FEVE en 1965. La Compañía de los Ferrocarriles de la Robla siguió manteniendo su tendido casi paralelo desde Luchana a Valmaseda, pero tras entrar en pérdidas a finales de los 60 debido a la disminución de pasajeros, se declaró en quiebra, renunció a la explotación y acabó siendo también transferida a FEVE el 6 de marzo de 1972. 
Al darse la circunstancia de poseer ambos ferrocarriles en el valle del río Cadagua, FEVE resolvió en 1975 mantener el enlace de las líneas Bilbao-León y Bilbao-Santander en la estación de Aranguren, volviendo a la situación anterior a 1911. A partir de entonces, los trenes procedentes de León o Santander circularían hasta Bilbao por las mismas vías, quedando la variante hasta Luchana sólo para trenes de transporte de mercancías, ya en vía única de ancho métrico sin electrificar y desmantelando el resto de las líneas de la antigua Compañía de los Ferrocarriles de La Robla entre Valmaseda e Iráuregui en un trazado casi parelo a la línea del Cadagua original. La línea de Bilbao a Valmaseda se electrificó el 16 de octubre de 1996, tramo al que pertenece esta estación. Tras la clausura parcial de la línea Bilbao-León en 1994, los trenes finalizaban su recorrido en la estación de Valmaseda, manteniendo el servicio en la línea Santander-Bilbao. El 19 de mayo de 2003 se reabrió al tráfico de viajeros el ferrocarril Bilbao-León con la implantación del servicio de Tren turístico de La Robla, con un tren regional diario por sentido. La línea de cercanías se amplió en 2009 hasta La Calzada. Desde el 1 de enero de 2013 y tras la disolución de FEVE, el ente Adif es el titular de las instalaciones ferroviarias.

## La estación
No pertenece a las estaciones del proyecto original de la Compañía del Ferrocarril de Cadagua, si bien su necesidad se materializó pocos años después al inaugurarse la conexión con Santander. Se trata de una estación en un entorno industrial y en bifurcación, donde se puede enlazar con León o Santander desde Bilbao. El edificio de viajeros se encuentra a la derecha de las vías, si tomamos el kilometraje ascendente del trazado entre Santander y Bilbao. Se trata de una construcción a dos alturas con una marquesina en toda su extensión a las vías en el andén lateral sobre el que se asienta. Frente al andén lateral discurre la vía principal, seguido del andén central y cuatro vías derivadas de las cuales solo una tiene acceso al andén central. Las vías derivadas sin acceso a andén se prolongan hasta su finalización en toperas por el costado de Bilbao. Por el costado de Santander/León parte un haz de cuatro vías más finalizadas en toperas y conectadas en sentido Bilbao. Dispone de un pequeño aparcamiento muy próximo al andén. Los cambios de andén se realizan a nivel.

## Servicios ferroviarios

### Regionales
Los trenes regionales que realizan el recorrido Santander - Bilbao (línea R-3f) y Bilbao - Léon (línea R-4f) tienen parada en la estación. En las estaciones en cursiva, la parada es discrecional, es decir, el tren se detiene si hay viajeros a bordo que quieran bajar o viajeros en la parada que manifiesten de forma inequívoca que quieren subir. Este sistema permite agilizar los tiempos de trayecto reduciendo paradas innecesarias. La relación León-Bilbao es de un tren diario por sentido, mientras que la relación Santander-Bilbao es de tres trenes diarios por sentido, más un tren matinal adicional entre la estación de Carranza y Bilbao los días laborables.
Los servicios ferroviarios, para los trayectos regionales, se efectúan exclusivamente con composiciones diésel de la serie 2700
| Línea | Origen/Destino      | Paradas intermedias | Destino/Origen      |
| --- | ------------------- | --- | ------------------- |
| | Santander           | Valdecilla-La Marga · Nueva Montaña · Valle Real · Maliaño-La Vidriera · Astillero · La Cantábrica* · San Salvador* · Heras · Orejo · Puente Agüero · Villaverde de Pontones · Hoz de Anero · Beranga · Gama · Cicero · Treto · Limpias · Marrón · Udalla · Gibaja · Carranza · Villaverde Trucios · Arcentales ·Traslaviña · Mimetiz · Aranguren · Sodupe · Zaramillo · Iráuregui · Zorroza-Zorrozgoiti · Basurto Hospital · Amézola | Bilbao La Concordia |
| | Bilbao La Concordia | Amézola · Basurto Hospital · Zorroza-Zorrozgoiti · Iráuregui · Zaramillo · Sodupe · Aranguren · Aranguren-Apeadero · Zalla · Valmaseda · Arla-Berrón · Ungo-Nava · Mercadillo-Villasana · Cadagua · Bercedo-Montija · Quintana · Espinosa de los Monteros · Redondo · Sotoscueva · Pedrosa · Dosante Cidad · Robredo Ahedo · Soncillo · Cabañas de Virtus · Arija · Llano · Las Rozas de Valdearroyo · Montes Claros · Los Carabeos · Mataporquera · Cillamayor · Salinas de Pisuerga · Vado-Cervera · Castrejón de la Peña · Villaverde-Tarilonte · Santibáñez de la Peña · Guardo-Apeadero · Guardo · La Espina · Valcuende · Puente Almuhey · Cerezal de la Guzpeña · Prado de la Guzpeña · La Llama de la Guzpeña · Valle de las Casas · Sorriba · Cistierna · La Ercina · Boñar · La Vecilla · Matallana · San Feliz · Asunción/Universidad · Ventas/San Mamés | León-Matallana      |
| * En los apeaderos de La Cantábrica y San Salvador sólo efectúan parada los servicios de la línea R3a Santander - Marrón. |                     | |                     |

### Cercanías
La estación cuenta con los servicios de R-3b (Bilbao - Carranza), aunque esta línea ha quedado reducida a un trayecto por día en dirección Bilbao tras la pandemia de 2020. También formaba parte de la línea C-4 (Bilbao - La Calzada) de Cercanías Bilbao. Aunque ahora los trenes ya no estacionan, sí que circulan por esa vía, y paran si han de esperar a un tren en otra dirección. Tiene una frecuencia de trenes cercana a un tren cada treinta o sesenta minutos en función de la franja horaria. La cadencia disminuye durante los fines de semana y festivos. Los trayectos de esta relación se prestan exclusivamente con unidades eléctricas de la serie 3600 de Renfe. El servicio a Aranguren se cubre ahora con la estación de Aranguren Apeadero, más céntrica.
| procedencia/destino | < estación | Línea | estación > | destino/procedencia |
| ------------------- | ---------- | ----- | ---------- | ------------------- |
| Bilbao Concordia    | Sodupe     |       | Mimetiz    | Carranza            |